# Estación Benfica
Benfica es la cuarta estación de la Línea Sur del Metro de Fortaleza y la última subterránea en el sentido Carlitos Benevides.

## Historia
La estación fue inaugurada el 28 de agosto de 2012 junto con otras dos estaciones: Porangabussu y Couto Fernandes. Pero no pasó a ser utilizada por la población el 1 de octubre de 2012.

## Características
Su acceso se localiza en frente del Centro Comercial Benfica y próximo al campus de la UFC, convirtiendo a la estación en una de las más visitadas del sistema.
- Datos: Q17854282
- Multimedia: Benfica (Fortaleza Metro) / Q17854282